# よめがみ My Sweet Goddess!
『よめがみ My Sweet Goddess!』（よめがみ マイスイートゴッデス）は、2016年11月25日にALcotより発売された18禁美少女アドベンチャーゲームである。

## あらすじ
西暦1999年、七の月。天界にてかの予言通り、地上を滅ぼさんとした怒りの魔神アンゴルモアが、女神アイリスの手で封じられたことで世界は救われた。しかし人間はそのことを知るよしもない。
西暦20XX年。新本の地方都市、ニューマサドシティに一人の転校生がやって来る。彼の名は鳴川隼斗。かつて封じられた魔神の転生体だ。そんな彼に母親である女神アイリスは人間界で善行を積めば天界に戻れることを告げ、隼斗もそれに従い品行方正で真面目な青年に育ったが、魔神の呪いが彼に苦難を強いる。
ある日、隼斗はひょんなことから地元を牛耳るヤ○ザの娘である無花果美命の唇を奪ってしまう。このままでは今まで積んできた善行が台無しになってしまうと困っていた彼を助けたのはクラス委員長の秤真理だった。彼女の助けを借りて謝罪の機会を得た矢先、魔神との因縁から彼を狙う天真爛漫な犬耳少女のリコが現れる。キスによって回り始めた運命の歯車と前世の因縁に苦悩する隼斗。
かくて彼女たち「嫁女神」（よめがみ）候補たちの甘々で騒々しく、ちょっぴり切ない恋愛神話の幕が開いたのだったー

## 登場人物
出典は公式サイトのキャラクター紹介ページ及び体験版を参照のこと
鳴川 隼斗（なるかわ はやと）
本作の主人公。町にやって来た季節外れの転校生。マサド学園一年B組所属。その正体は怒りの邪神アンゴルモアの転生体。母親であるアイリスからの命で善行を積んできたが、柄の悪い風体からよく誤解される。性格は生真面目で不器用。色恋沙汰は苦手だが周りが放って置かないらしい。邪神の呪いで苦難を強いられており、幼少期には友人から化け物呼ばわりされるなどして来たため町に来るまでは友人もほとんどおらず、LINE（作中ではRINE=リン）もアイリスとのみ繋がっている状態だった。前世のトラウマが原因で子供の頃から鍵が閉まっていると落ち着かないため、寝る時は窓や部屋の鍵を開けたまま寝ている。趣味と実益を兼ねて庭で家庭菜園をしている。
鳴川 アイリス（なるかわ アイリス）
声 - くすはらゆい
隼斗の母親。コスプレが趣味のちびっ子ママ（キャラクター紹介ページでは「ロリババアならぬロリママア」と紹介されている）。正体は再生の女神アイリス（イリス）で、かつて邪神アンゴルモアを封印した人物。その際処女のまま自身の身に邪神を封印し、いわゆる処女出産で隼斗を産んだ。なお本人曰く「再生の女神なだけあって処女膜もすぐ再生してしまった」らしい。性格は腹黒で計算高く、息子の隼斗を溺愛しており風呂にスクール水着姿で乱入したり、隼斗の貞操を狙うなどのセクハラ紛いの過剰なスキンシップを図っては隼斗を当惑させている。
無花果 美命（いちじく みこと）
声 - 遠野そよぎ
隼斗のクラスメイト。明るく素直でノリのいい性格だが、実家はヤクザ。そのためクラスメートから腫れ物扱いされている。とあるきっかけで隼斗に一目惚れしてしまい、猛烈アタックを仕掛けて来る。公式サイトでは自分の気持ちが本物か確かめるために周囲のライバルを蹴散らす肉食系女子と評されている。かなりの巨乳の持ち主で同じく公式サイトでは「脱ぐ前からすごいんです」と評されている。なぜかリコの術が効かなかったり、姿を消しているリコの姿が見えないなど奇妙な点がある。本人曰くいわゆる「視える」人間らしく、幽霊や瘴気を視ることが出来るらしい。なおそのことを知っているのは本人を除けば父親の厳造と真理、英雄の三人だけである。家が任侠ということもあってか物事を白黒つけたがる性格で本人曰く「白地に黒なのか黒地に白なのか分からない」、「生なら生、茹でるならしっかり茹でるべき」という理由からパンダや半熟卵が許せないらしい。
秤 真理（はかり まり）
声 - 北見六花
クラス委員長で、美命の親友。いわゆるメガネっ娘。男勝りの口調。生真面目で面倒見が良く、転校生の隼斗の面倒を積極的に見てくれる人物。町にあるファミレスでバイトしている。なお美命によると三年前に隣町の駅の近くに引っ越して来て以来仲良くしており、以前は美命が隣町の学校に通っていたらしい。立派な乙女になろうとしているがかなりポンコツで、隼斗が自分のことを「俺だ」と電話口などで名乗った際、二回に渡って一旦相手が隼人かと確認した上で「そんな見え透いたオレオレ詐欺に引っかかるかバカめ！」と叫び、隼斗から「バカはお前だ」と呆れられたりしている。とある事件がきっかけで相手の「罪の重さ」を視認できる能力に目覚める。
リコ
声 - 月野きいろ
天界から遣わされて来た女神候補。前世に纏わる因縁から突如隼斗に襲いかかってきた犬耳の少女。警戒心は強いが慣れれば尻尾を振って甘えて来る。公式サイトでは「わんだふるガール」と評されている。悪戯好きで思わせぶりな行動が多く、隼斗を翻弄する。それと知らずに城のような外観が気に入って駅裏のラブホテル（蔦田曰く名前は「ドリームランド」）を根城にしている。八千代によれば本名は「リコリス」。いわゆる匂いフェチで隼斗の魔力を吸収した包帯で「ハスハス」するのが趣味。本人曰く母親である月の女神のネフィリスはとある魔神に襲われ、一命は取り留めたもののほぼ精神的に廃人状態になっているらしい。
東都 八千代（とうと やちよ）
声 - 海原エレナ
主人公達のクラス担任。猫のような顔と性格の女教師。真理と同じくフレームレスタイプの眼鏡をかけたメガネっ娘。担当科目は数学。園芸部の顧問でもある。常にタブレット端末を持ち歩いている。公式サイトによると覗きが趣味（本人はバードウォッチングが趣味と表現している）の昼行燈のサボり魔。喫煙者であり屋上と中庭をテリトリーにしている。リコや隼斗たちの正体を知っており、天界の事情にも通じている。八千代は偽名。本人曰く本名はジェフティで時と学問の神だったが、その頃からのらりくらりと生きてきたためよく白い目で見られていたらしい。現在は過去は見飽きたので未来の全ての事象を観測するために人間界にいる。
ネフィリス
声 - 立花沙羅
月明りのような儚げで美しい雰囲気を持つ女神。魔神に襲われたために現在は神界の楽園アルルにて深い眠りについている。
蔦田英雄（つだ ひでお）
声 - 深川緑
美命の兄貴分。自称学園の番長。無花果一家の舎弟。美命からは「英雄兄さん」と呼ばれている。不良だが美命のことを「お嬢」と呼び実の妹のように大切に思っている。園芸部の花壇がある中庭をテリトリーにしているため、図らずも園芸部に人が寄り付かない一因になってしまっている。一応クラスメートだが八千代曰く「連休明けから本腰を入れてサボり始めた」らしく、あまり授業に出ていない。なお本来は二年生であり、そのため真理からは蔦田先輩と呼ばれているが、真理曰く美命と一緒にいるために敢えて留年したらしい。
ジロー、サブロー
英雄の舎弟の二人組。リーゼントヘアーにジャージといういかにも田舎の不良といった外見だが英雄と同じく美命を慕っており、帰りが遅くなった彼女を心配して迎えに来たが、偶然隼人が事故で美命を泣かしてしまった所に出くわして怒り、美命が追われていると勘違いした隼人にKOされてしまった。親が組員（組合員）であり、休日には蔦田と共に薬物や盗品、偽ブランド品などの無許可販売を取り締まっている。
無花果 厳造（いちじく げんぞう）
声 - 井出五郎
美命の父親。無花果組の組長で美命曰く商工組合の会長。外見は怖いが昔気質の任侠で義理固い性格で、娘を助けた鳴川家に名産のサツマイモの菓子を持って出向いたらしている。町の実力者。

## 舞台・用語
詳細は公式サイト及び本編を参照。
新本（にっぽん）
本ブランドで何度か登場している架空の国。現実の日本国に当たる。首都は統京都（東京都）。過去作の『鬼ごっこ!』では他にも蝦夷内海（瀬戸内海）という内海や美夜島という島が登場している。
ニューマサドシティ
本作の舞台である地方都市。アラハバキという名の地方都市群の別名。新本の首都である統京都近郊のベッドタウン。主人公の独白によれば畑と大型商業施設が隣り合う郊外の住宅地。美命が主人公に解説した話によると商店街は駅前に集中しており、郊外へ行くほど閑散としていて、四年程前までは駅前も畑ばかりだったが、ショッピングモールが開業して以来賑やかになったらしい。名物はサツマイモ。
モデルは埼玉県三郷市。
マサド学園
隼人たちが通う学園。学食も購買部も無く、食べ物や飲み物の購入手段は自販機だけだが屋上は開放されている。制服は男子共にベージュ基調のブレザー。真理曰く風紀はお世辞にも良いとは言えないとのこと。本編の真理の主人公への案内によると説明校門から数分の所にコンビニ（「ヘブンイレブン」という名のコンビニ）があり、弁当が無い学生はそこで買っている。中庭には花壇があり、本来は園芸部が管理しているが、最後の部員が昨年卒業してしまい、入部希望者はいたものの蔦田がテリトリーにしているため人が寄り付かなくなり、荒れ果てていた。校舎の外観のモデルは埼玉県立三郷工業技術高等学校。
神界
人間界とは別に存在する神々が住んでいる世界。この世界に住む神が人間界の時間や気象、さらに人の運命や人生を管理している。アイリス曰く基本的に直接人間界に干渉することは禁じられておりそうした行為を働くのは邪神や悪神とされている。
使徒
神の召使い。力や名声を得ることで神に昇格出来るいわゆる神様見習い。
狂化の術
リコが使う魔術。自身やかけた相手を好戦的・凶暴な性格に変える。アイリス曰く本来は精神を昂らせ、人に活力を与えるための魔法。なぜか美命には効果が無かった。
マナ
目に見えない魔法の力。人によって種類は様々で、隼人のそれは植物の成長を促す能力と魔神としての魔力を直線相手に叩きつけるというもの。ただし後者に関してはそれが原因で化け物扱いされることが過去にあったためあまり使うことはない。
Zポイント
隼人が善行を積むことで貯まるポイント。逆に悪い行いをすると減る。加算時には携帯の着信音が鳴る。これが規定のポイントまで溜まることで天界へ戻れることになっている。
瘴気
魔力を使った後の残り香。アイリス曰くジメジメした所に溜まるカビのような物。普通の人間には知覚出来ない。

## スタッフ
- 原画 - しらいちご、すいみゃ、ひさまくまこ、みけおう
- SD原画 - あおなまさお
- シナリオ - 空下元、モーリー
- 楽曲製作 - AngelNote

## 主題歌
オープニングテーマ「Re：born」
作詞 - 羽生みいな / 作曲 - 井ノ原智 / 歌 - 真理絵